# Freight train (Elizabeth Cotten)
Freight train is een lied dat in 1906 werd geschreven door de toen 12-jarige Elizabeth Cotten.
Cotten leerde als linkshandige op een omgekeerde rechtshandige gitaar spelen, waarmee ze zich een eigen tokkelmethode aanleerde die ze ook in Freight train gebruikte. Het nummer bleef echter veertig jaar lang onaangeroerd, omdat ze door haar omgeving vond dat ze met muziek maken god niet zou dienen.
Na haar scheiding kwam ze in contact met de zoon van de etnomusicoloog Charles Seeger, Mike Seeger. Hij zorgde ervoor dat zij in 1957 haar eerste album uitbracht, Folksongs and instrumentals with guitar, waar ook Freight train op te horen is.
Nog hetzelfde jaar werd het gecoverd door Chas McDevitt en Nancy Whiskey, die er een nummer 5-notering mee behaalden in het Verenigd Koninkrijk en een nummer 40-notering in de VS. Verder werd het lied nog gecoverd door een aantal andere artiesten, onder wie Rusty Draper (1957), The Canadian Sweethearts (1963), Joe Dassin (Je change un peu de vent, 1964), Lenny Breau (1969), Peter & Gordon (1964), Joan Baez (1982), Harry Sacksioni (1987), Elizabeth Mitchell (1998), Bo Ramsey (2007), Buddy Miller (2011) en Gary Clark Jr. (2012).